# Người Canada gốc Slovakia
Người Canada gốc Slovak là công dân của Canada sinh ra ở Slovakia hoặc có tổ tiên toàn bộ hoặc một phần người Slovakia. Theo Điều tra dân số Canada năm 2016, có 72.285 người Canada là người gốc Slovakia hoàn toàn hoặc một phần.